# بیگانگان باستانی
بیگانگان باستانی (به انگلیسی: Ancient Aliens) یک سریال تلویزیونی است که در ایران به دلیل دوبله و پخش از کانال فارسی‌زبان تلویزیون ماهواره‌ای من و تو با نام ما و فرازمینی‌ها شناخته می‌شود، یک برنامهٔ شبه-مستند تلویزیونی آمریکایی است که از تاریخ ۲۰ آوریل ۲۰۱۰ (۳۱ فروردین ۱۳۸۹) تاکنون از کانال History پخش می‌شود. در این -مستند دربارهٔ موجودات هوشمند فرازمینی صحبت و ادعا می‌شود که آنان از آغاز به وجود آمدن انسان بر روی زمین وجود داشته و در جهت ارتقای دانش، به بشر کمک کرده‌اند و باعث شکل‌دهی تاریخ ما شده‌اند. از سوی دیگر آثار و نشانه‌هایی که در مکان‌های باستانی، کتب باستانی و همچنین گواهی افرادی که خود از نزدیک این موجودات را مشاهده کرده‌اند را بررسی می‌کند. منتقدان این مستند را شبه‌علم و شبه‌تاریخ می‌دانند. اکثر کارشناسان و افرادی که در این مستند سخن می‌گویند از طرفداران نظریهٔ فضانوردان باستانی هستند که از معروفترین آن‌ها می‌توان از اریش فون دنیکن، که بنیان‌گذار نظریهٔ فضانوردان باستانی هست نام برد.

## قسمت‌ها
عناوین قسمت‌های این مجموعه به این شرح است:
فصل اول (۲۰۱۰)
قسمت اول: شواهد
قسمت دوم: میهمانان
قسمت سوم: مأموریت
قسمت چهارم: برخورد نزدیک
قسمت پنجم: بازگشت
قسمت ششم: خدایان، ارابه‌هایشان و فراتر از آن

فصل دوم (۲۰۱۰)
قسمت اول: مکانهای اسرارآمیز
قسمت دوم: خدایان و غریبه‌ها
قسمت سوم: دنیای زیر آب
قسمت چهارم: غریبه‌های زیر زمین
قسمت پنجم: غریبه‌ها و رایش سوم
قسمت ششم: تکنولوژی خارجی
قسمت هفتم: فرشته‌ها و غریبه‌ها
قسمت هشتم: ساختارهای غیرقابل توضیح
قسمت نهم: ویرانی باستانی
قسمت دهم: تماسهای خارجی

فصل سوم (۲۰۱۱)
قسمت اول: غریبه‌های باستانی و غرب قدیم
قسمت دوم: غریبه‌ها و دیوها
قسمت سوم: غریبه‌ها و مکانهای مقدس
قسمت چهارم: غریبه‌ها و معابد طلا
قسمت پنجم: غریبه‌ها و تشریفات اسرارآمیز
قسمت ششم: غریبه‌ها و مهندسی باستانی
قسمت هفتم: بلاهای خارجی و بیماریهای جهانی
قسمت هشتم: غریبه‌ها و دنیاهای گم شده
قسمت نهم: غریبه‌ها و سلاحهای مرگ‌آور
قسمت دهم: غریبه‌ها و مکانهای اهریمنی
قسمت یازدهم: غریبه‌ها و پدران بنیان‌گذار
قسمت دوازدهم: غریبه‌ها و آیین‌های مرگبار
قسمت سیزدهم: غریبه‌ها و کدهای رمز
قسمت چهاردهم: غریبه‌ها و نامیراها
قسمت پانزدهم: غریبه‌ها، خدایان و قهرمانان
قسمت شانزدهم: غریبه‌ها و خلقت انسان

فصل چهارم (۲۰۱۲)
قسمت اول: دسیسه مایاها
قسمت دوم: پیشگویی روز رستاخیز
قسمت سوم: خاکستریها
قسمت چهارم: غریبه‌ها و بلایای فوق مخرب
قسمت پنجم: ارتباطات ناسا
قسمت ششم: راز پوماپونکو
قسمت هفتم: غریبه‌ها و پاگنده‌ها
قسمت هشتم: تبانی داوینچی
قسمت نهم: مسافران زمان
قسمت دهم: غریبه‌ها و دایناسورها

فصل پنجم (۱۳_۲۰۱۲)
قسمت اول: اسرار هرم‌ها
قسمت دوم: غریبه‌ها و سرپوش‌گذاریها
قسمت سوم: نیروگاه‌های بیگانه
قسمت چهارم: به سوی اوریون
قسمت پنجم: فاکتور آینشتاین
قسمت ششم: اسرار مقبره‌ها
قسمت هفتم: پیامبران و پیشگویان
قسمت هشتم: ماورای نزکا
قسمت نهم: آدم‌ربایی‌های غریب
قسمت دهم: میراث وان دانیکن
قسمت یازدهم: خدایان وایکینگ
قسمت دوازدهم: ستونهای سنگی

فصل ششم (۲۰۱۳)
قسمت اول: قدرت عدد سه
قسمت دوم: جمجمه‌های کریستال
قسمت سوم: ارتباط آنوناکی
قسمت چهارم: جادوی خدایان
قسمت پنجم: دسیسه شیطان
قسمت ششم: عملیات بیگانه
قسمت هفتم: امپراطوران، پادشاهان و فراعنه
قسمت هشتم: آثار اسرارآمیز
قسمت نهم: بیگانگان و جزایر ممنوعه
قسمت دهم: بیگانگان و صندوقچه گمشده
قسمت یازدهم: بیگانگان و کوه‌های اسرارآمیز
قسمت دوازدهم: بیگانگان و دروازه ستارگان
قسمت سیزدهم: بیگانگان در آمریکا
قسمت چهاردهم: کودکان ستاره‌ای
قسمت پانزدهم: بیگانگان
قسمت شانزدهم: بیگانگان و سیاره سرخ
قسمت هفدهم: شمن
قسمت هیجدهم: بیگانگان و حشرات
قسمت نوزدهم: آفرینده بیگانگان
قسمت بیستم: وسائل حمل و نقل بیگانگان
قسمت بیست و یکم: سازه و ساختمانهای اسرار آمیز
قسمت بیست و دوم: دستگاه‌های مرموز
قسمت بیست و سوم: چهره خدایان
فصل هفتم (۲۰۱۴)
قسمت اول: غار ممنوعه
قسمت دوم: رمز و راز از مجسمه ابوالهول
قسمت سوم: بیگانگان در میان ما
قسمت چهارم: فاکتور نابغه
قسمت پنجم: اسرار مومیایی
قسمت ششم: resurrections بیگانه
قسمت هفتم: سیل بزرگ
قسمت هشتم: پیام‌های بیگانه
قسمت نهم: عامل نبوغ
قسمت دهم: اسرار مومیایی‌ها
قسمت یازدهم: بیگانگان و رستاخیز
قسمت دوازدهم: پیام‌های بیگانه
قسمت سیزدهم: سیل بزرگ
قسمت چهاردهم: بیگانگان و جنگ داخلی
قسمت پانزدهم: بیگانگان و اهرام پنهان
قسمت شانزدهم: ناپدید شدن مرموز
قسمت هفدهم: برنامه‌های بیگانگان
فصل هشتم (۲۰۱۵)
قسمت اول: بیگانگان قبل از میلاد
قسمت دوم: آژانس مخفی ناسا
قسمت سوم: بیگانگان و رباتها
قسمت چهارم: نیروهای سیاه
قسمت پنجم : تکامل بیگانه
قسمت ششم: زمینی دیگر
قسمت هفتم: موجوداتی از اعماق
قسمت هشتم: دوایری از آسمان
قسمت نهم: جنگهای بیگانه
قسمت دهم: مناطق ممنوعه
فصل نهم (۲۰۱۶)
قسمت ۰۱: بیگانگان قبل از میلاد
قسمت ۰۲: آژانس مخفی ناسا
قسمت ۰۳: بیگانگان و رباتها
قسمت ۰۴: نیروهای تاریک
قسمت ۰۵: تکامل بیگانگان
قسمت ۰۶: سیاره دیگر
قسمت ۰۷: موجوداتی از اعماق
قسمت ۰۸: دایره‌های آسمانی
قسمت ۰۹: جنگ‌های بیگانه
قسمت ۱۰: مناطق ممنوعه

فصل دهم(۲۰۱۷)
قسمت ۰۱: اهرام جنوبگان
قسمت ۰۲: مقصد مریخ
قسمت ۰۳: انسان‌های آینده
قسمت ۰۴: شواهد جدید
قسمت ۰۵: الهام‌گرایان
قسمت ۰۶: رمزگشایی از تخم کیهانی
قسمت ۰۷: محافظان خرد
قسمت ۰۸: ۹ اسرارآمیز
قسمت ۰۹: امپراطوری کهن
قسمت ۱۰: کهن الگوها
قسمت ۱۱:ایستگاه فضایی ماه
قسمت ۱۲:پرونده‌های سری روسیه
قسمت ۱۳:پس از رازول
قسمت ۱۴:بازگشت
قسمت ۱۵:شیوای ویرانگر

فصل یازدهم(۲۰۱۷)(۱۵ قسمت)
قسمت ۰۱:
قسمت ۰۲:
قسمت ۰۳:
قسمت ۰۴:
قسمت ۰۵:
قسمت ۰۶:
قسمت ۰۷:
قسمت ۰۸:
قسمت ۰۹:
قسمت ۱۰:
قسمت ۱۱:
قسمت ۱۲:
قسمت ۱۳:
قسمت ۱۴:
قسمت ۱۵:

فصل دوازدهم(۲۰۱۸)(۱۶ قسمت)
قسمت ۰۱: شکارچیان فرازمینی
قسمت ۰۲: ساخته شده توسط خدایان
قسمت ۰۳: معمای رودلو مانور
قسمت ۰۴: معماران فرازمینی
قسمت ۰۵: نفرین فراعنه
قسمت ۰۶: جنگ های علمی
قسمت ۰۷: شهر خدایان
قسمت ۰۸: فرکانس بیگانه
قسمت ۰۹: مجستیک 12
قسمت ۱۰: رکورد آکاشیک
قسمت ۱۱: سخن خدایان
قسمت ۱۲: دستور کار حیوانی
قسمت ۱۳: تکرار کنندگان
قسمت ۱۴: سفینه فضایی ساخته شده از سنگ
قسمت ۱۵: دیسک های فرازمینی
قسمت ۱۶: بازگشت به گوبکلی تپه

فصل سیزدهم(۲۰۱۸)(۱۳ قسمت)
قسمت ۰۱: توطئه یوفو
قسمت ۰۲: کد های ممنوعه داوینچی
قسمت ۰۳: پروتکل های فرازمینی
قسمت ۰۴: سیاه چاله های زمین
قسمت ۰۵: کد های کویر
قسمت ۰۶: منطقه 52
قسمت ۰۷: ایستگاه زمین مصر
قسمت ۰۸: جزیره غول ها
قسمت ۰۹: ربوده شده
قسمت ۱۰: نگهبانان
قسمت ۱۱: رمز گشایی روسیه
قسمت ۱۲: آنها از آسمان آمدند
قسمت ۱۳: انسان مصنوعی
قسمت ۱۴: پدیده فرازمینی
قسمت ۱۵: بازگشت به مریخ

فصل چهاردهم (۲۰۱۹)(۲۲ قسمت)
فصل پانزدهم (۲۰۲۰)(۱۲ قسمت)
فصل شانزدهم (۲۰۲۰)( 10 قسمت )
فصل هفدهم (۲۰۲۱)( ۷ قسمت )
فصل هجدهم (۲۰۲۲) (۲۰ قسمت)
فصل نوزدهم (۲۰۲۳)